# Munizipalität Tschochatauri
Die Munizipalität Tschochatauri (georgisch ოზურგეთის მუნიციპალიტეტი, Tschochatauris munizipaliteti)  ist eine Verwaltungseinheit (etwa entsprechend einem Landkreis) in der Region Gurien im Westen Georgiens. Sie hat 17.900 Einwohner (Stand: 2021).

## Geographie
Verwaltungszentrum der 825 km² großen Munizipalität Tschochatauri ist die namensgebende Minderstadt (georgisch daba, დაბა) Tschochatauri.
Im Westen und Nordwesten wird die Munizipalität Tschochatauri von den gurischen Munizipalitäten Osurgeti und Lantschchuti, im Nordosten und Nordosten von den Munizipalitäten Samtredia und Wani in der Region Imeretien, im Südosten von der Munizipalität Adigeni in der Region Samzche-Dschawachetien und im Süden von den Munizipalitäten der Autonomen Republik Adscharien Schuachewi und Chulo begrenzt.
Die Munizipalität liegt überwiegend im dünn besiedelten Bereich des Meschetischen Gebirges mit dessen höchsten Berg Mepiszqaro (2850 m) im äußersten Südosten. Im Norden ist das Gebiet durch den nur bis knapp 700 m hohen, aber markanten Sairao-Kamm zur Kolchischen Tiefebene begrenzt. Durch das Verwaltungszentrum fließt der bedeutendste Fluss Supsa; wenig unterhalb mündet dessen größter Nebenfluss Gubaseuli.

## Bevölkerung und Verwaltungsgliederung
Die Einwohnerzahl war mit 19.001 Einwohnern (2014) gegenüber der vorangegangenen Volkszählung (24.090 Einwohner 2002) um mehr als ein Fünftel gesunken. Damit setzte sich der seit mindestens den 1930er-Jahren (34.549 Einwohner 1939) kontinuierlich anhaltende Bevölkerungsrückgang beschleunigt fort.
Bevölkerungsentwicklung
Anmerkung: Volkszählungsdaten

Die Bevölkerung ist fast monoethnisch georgisch (etwa 99,66 %); daneben gibt es eine kleine Zahl von Russen, Armeniern und Osseten.
Die größten Ortschaften neben dem Hauptort Tschochatauri (1815 Einwohner) sind mit jeweils über 700 Einwohnern die Dörfer Buknari, Gogolessubani, Guturi, Schua Amaghleba, Semo Parzchma und Soti (2014).
Die Munizipalität gliedert sich in die eigenständige Minderstadt Tschochatauri sowie 22 Gemeinden (georgisch temi, თემი beziehungsweise bei nur einer Ortschaft einfach „Dorf“, georgisch sopeli, სოფელი) mit insgesamt 61 Ortschaften:
| Gemeinde        | Anzahl Ortschaften | Einwohner (2014) |
| --------------- | ------------------ | ---------------- |
| Amaghleba       | 2                  | 1073             |
| Bukisziche      | 2                  | 726              |
| Chewi           | 3                  | 477              |
| Chidistawi      | 6                  | 1173             |
| Dablaziche      | 2                  | 681              |
| Didiwani        | 3                  | 86               |
| Dschwarzchma    | 3                  | 939              |
| Erketi          | 5                  | 817              |
| Gogolessubani   | 1                  | 858              |
| Gorabereschouli | 1                  | 628              |
| Guturi          | 1                  | 880              |
| Kochnari        | 4                  | 1276             |
| Kwenobani       | 3                  | 1768             |
| Nabeghlawi      | 4                  | 830              |
| Parzchma        | 2                  | 1373             |
| Satschamiasseri | 4                  | 713              |
| Schua Amaghleba | 1                  | 735              |
| Schua Surebi    | 1                  | 178              |
| Semo Surebi     | 7                  | 250              |
| Semocheti       | 3                  | 218              |
| Soti            | 1                  | 893              |
| Wansomleti      | 2                  | 614              |

## Geschichte
Seit dem Zerfall des Königreiches Georgien im frühen 15. Jahrhundert bis in das 19. Jahrhundert gehörte das Territorium der heutigen Munizipalität zum Fürstentum Gurien. Nach dem Anschluss an das Russische Reich wurde es Teil des Ujesds Gurien. Dieser bestand bei unterschiedlicher administrativer Zuordnung bis in die sowjetische Periode, als 1930 der Rajon Tschochatauri ausgegliedert wurde. Von einer kurzen Unterbrechung von 1962 bis 1963 (Angliederung an den Rajon Osurgeti) abgesehen besteht diese Verwaltungseinheit bis heute auf faktisch unveränderter Fläche. Nach der Unabhängigkeit Georgiens wurde sie 1995 der neu gebildeten Region Gurien angeschlossen und 2006 in eine Munizipalität umgebildet.

## Verkehr
Wichtigste Verkehrsachse ist die Nationalstraße Sch2 (შ2), die von Sadschawacho bei Samtredia kommend durch den Nordwestteil der Munizipalität mit Tschochatauri weiter über Osurgeti nach Kobuleti am Schwarzen Meer führt. In Tschochatauri zweigt die Nationalstraße Sch81 (შ81) ab, die den südlichen, bergigen Teil der Munizipalität erschließt und im gut 1900 m hoch gelegenen Erholungsort Bachmaro (Teil der Gemeinde Nabeghlawi) endet.
Die Munizipalität ist nicht an das Eisenbahnnetz angeschlossen. Der nächstgelegenen Bahnhöfe befinden sich gut 10 km nördlich von Tschochatauri in Sadschawacho an der Strecke Samtredia – Batumi sowie im gut 20 km von Tschochatauri entfernten Verwaltungszentrum der westlich benachbarten Munizipalität Osurgeti.